# Inga Ruginienė
Inga Ruginienė (ur. 24 maja 1981 w Trokach) – litewska działaczka związkowa i polityk, przewodnicząca Litewskiej Konfederacji Związków Zawodowych, posłanka na Sejm Republiki Litewskiej, od 2024 minister pracy i opieki socjalnej.

## Życiorys
W 2005 uzyskała magisterium z zakresu zdrowia publicznego na Uniwersytecie Wileńskim, a 2015 licencjat z urządzania lasu na uczelni KMAIK. W 2022 ukończyła studia prawnicze na Uniwersytecie Michała Römera. Pracowała m.in. jako specjalistka ds. zdrowia publicznego. Została później etatową działaczką związkową. Była wiceprzewodniczącą (2012–2014) i przewodniczącą (2014–2018) krajowej federacji związków zawodowych zrzeszających pracowników leśnictwa i przemysłu leśnego (LMPF). W 2018 została przewodniczącą Litewskiej Konfederacji Związków Zawodowych. Pełniła funkcję wiceprzewodniczącej PERC, organizacji związkowej stanowiącej regionalny oddział ITUC (2019–2024), w 2023 powołano ją na wiceprzewodniczącą Europejskiej Konfederacji Związków Zawodowych.
W wyborach w 2024 z ramienia Litewskiej Partii Socjaldemokratycznej uzyskała mandat posłanki na Sejm.
W grudniu 2024 objęła stanowisko ministra pracy i opieki socjalnej w nowo utworzonym rządzie Gintautasa Paluckasa. W tym samym roku została też członkinią LSDP.